# Syndrom celibátu
Syndrom celibátu (japonsky: セックスしない症候群, sekkusu šinai šókógun) je mediální hypotéza, podle níž vzrůstá počet dospělých Japonců, kteří nemají zájem o sexuální aktivity a ztratili zájem o romantické vztahy a sňatky. Podle zprávy deníku Guardian tato teorie získala velkou pozornost anglických médií v roce 2013 a následně byla vyvrácena několika novináři a blogery.

## Hypotéza
Hypotéza je stavěna na faktu, že rostoucí počet japonských dospělých ztratilo zájem o sexuální aktivity a romantickou lásku, schůzky, dvoření a manželství. V návaznosti na zprávy teorie získala širokou pozornost v anglických médiích v roce 2013 a následně byla kritizována některými novináři s tím, že podle jiného průzkumu má japonská mládež více sexuálních zážitků než dříve. Jindy kritika upozorňuje na skutečnost, že trend není výhradně japonský – polovina Američanů uvedla, že nebyla na rande v posledních třech měsících a počet Američanů kteří neměli pohlavní styk před počátkem svého 20 roku roste (asi 29% žen a 27% mužů).
Je poukazováno na trendy, které jsou v rozporu s japonskými tradicemi – „býložraví muži” (bez ambicí a sexuální touhy) a „masožravé ženy” (pracující ženy). Japonské ženy podle jednoho ze zdrojů přirovnávají manželství a mateřství ke smrti a místo rodinného života pracují, protože ukončení pracovního poměru jednoho z partnerů výrazně snižuje ekonomickou úroveň. Děti jsou v Japonsku vnímány jako finanční a sociální zátěž.

### Syndrom celibátu v ČR
Česko je v porodnosti celosvětově na třetím místě od konce, hned za Japonskem a Koreou, dávno poklesla pod hranici prosté reprodukce. Roste počet sexuálně abstinujících. Ekonomka Lenka Vytlačilová poukazuje, že ekonomicky se dítě ve společnosti „… proměnilo ze střednědobé investice na luxusní výrobek.“ Mzdy v Česku umožňují mnohdy pouhé přežití. Pro nepříliš movité osoby anebo obyčejné dělníky je těžké získat dívku, která by s nimi chtěla mít pohlavní styk bez další možné perspektivy vztahu, a proto je perspektivnější věnovat své úsilí kariéře. V minulosti se porodnost zvyšovala ve vlnách vyvolaných zvýšením poptávky po pracovní síle, respektive zvýšením mzdy. Trend poklesu porodnosti je celosvětový, což by s ohledem na vleklou hospodářskou krizi napovídalo, že „Syndrom celibátu” v Japonsku je špičkou ledovce.

## Statistická fakta
Kromě celibátu, teorie cituje klesající počty sňatků a klesající porodnost v Japonsku. Podle průzkumů prováděných Japonské asociace pro sexuální výchovu, v letech 2011 a 2013, se počet vysokoškolaček, které se označují za panny, zvýšil. Navíc průzkumy prováděné japonskou Family Planning Association (JFPA) poukázaly na vysoký počet japonských žen, které uvádí, že „nemají zájem nebo pohrdají sexuálními kontakty”. Mezitím, průzkumy prováděné Národním institutem pro obyvatelstva a sociální výzkum v oblasti bezpečnosti v Japonsku v roce 2008 a 2013, naznačily, že počet japonských mužů a žen, kteří nejsou v nějakém druhu romantického vztahu, se zvýšil o 10%.
Na začátku 21. století byl v Japonsku zaznamenám posun obchodních aktivit ve prospěch nové skupiny nazývané „býložraví muži”, tedy osob které jsou nesmělé, netouží po vztahu a sexu se ženami a preferují pornografii.

## Teorie
Teorie syndrom celibátu pak přisuzuje statistickým výsledkům dvě možné příčiny: Uplynulé dvě desetiletí ekonomické stagnace, stejně jako vysoká nerovnost žen a mužů v Japonsku. Ekonomické postavení a příjem je úzce spjat s pojmem sebeúcty.

## Reakce
Řešením je zatím psychologická léčba, změna hodnotového řebříčku Japonců a změna hluboce zakotvených tradic v Japonsku. Aktivista a sociolog Šingo Sakacume se pokouší cvičit náhodně vybrané dvojice mladých lidí ve vzájemné komunikaci  a prostřednictví kursů kresby aktů se snaží omezit sexuální stud i u osob středního věku.

## Kritika
Kritizován je fakt, že je směšována sexualita a porodnost, tedy  jevy, které spolu nutně nesouvisí. Deník The Washington Post informoval o možnému rozporu ve statistických informacích. Jiný průzkum ukazuje, že japonská mládež má sex častěji než kdykoliv jindy. Kritizován je i jeden z provedených statistických průzkumů, který je označen jako neplatný s ohledem na velikost části hodnoceného vzorku 126 osob (ve věku 16–19 let), který slouží k reprezentaci populace, jenž činila v roce 2014 asi 6 milionů.